# Zitbanken Vrolikstraat 8
De Zitbanken op het terrein Vrolikstraat 8 te Amsterdam-Oost vormen deels een rijksmonument en zijn ook deels toegepaste kunst. Ze maken deel uit van het gebouwencomplex Vrolikstraat 8, dat zelf een rijksmonument is. Ook de toegangspoort met het betonreliëf Schepping is een rijksmonument.

## Oorspronkelijke zitbanken
De oorspronkelijk zitbanken aan de noord- en oostzijde vormen een rijksmonument. Niet alleen de zitbanken, maar ook de bestrating eromheen maken deel uit van het monument. De genoemde betonnen banken hebben de vorm van de I-profiel. Twee van de banken bevinden zich aan de noordzijde van het gebouw, dat ontworpen is door Ben Ingwersen en Commer de Geus. De twee bankjes aldaar zijn ingepast in het tegelpatroon dat voor de school ligt. Het tegelpatroon ligt in het patroon van de gevelkolommen van het gebouw. De vorm en plaats lijken erop te wijzen dat het restanten zijn van de bouw van het bouwwerk. Twee langere banken in dezelfde vorm en van dezelfde constructie zijn te vinden aan de oostzijde, links en rechts van wat eerst de docenteningang was, maar later de hoofdingang werd van de school. Deze banken zijn langs bijna de gehele gevel de gepositioneerd. Voor de bankjes ligt het omheinde schoolplein, achter de bankjes een "gracht" naar de kelder van het gebouw. Het geheel aan schoolplein de vier banken werd op 12 oktober 2009 benoemd tot rijksmonument vanwege:
- de ensemblewaarde, het ontwerp van het plein was meegenomen en maakt architectonisch onderdeel uit van het gebouw
- de architectuurhistorische waarde in verband met vorm en materiaalgebruik.

## Toegevoegde banken

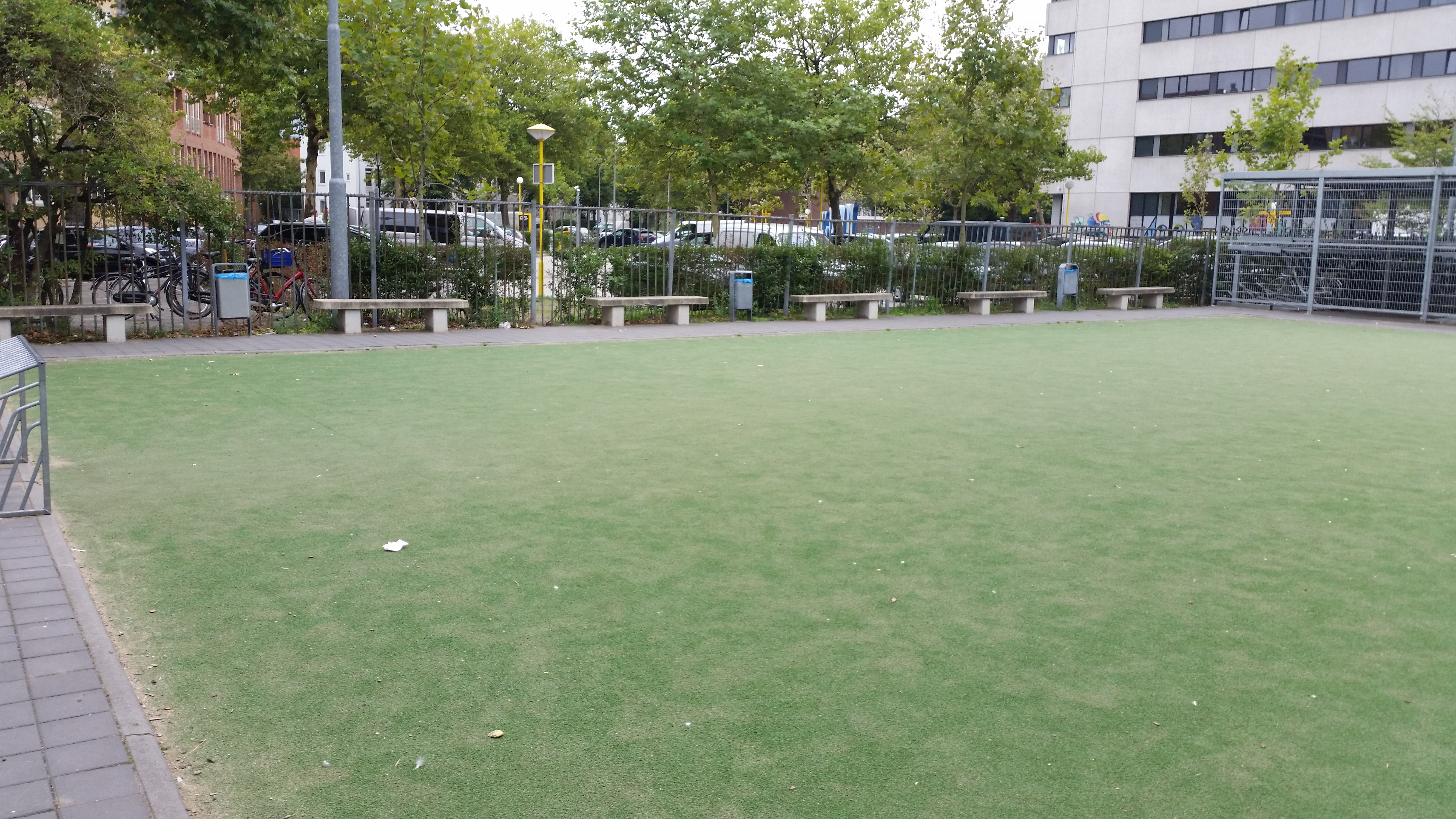
Eenvoudige bankjes (september 2018)

Langs de oostzijde van een schoolplein met sportveldje staat een zestal banken eveneens van beton. Deze zijn meer als zitbanken te herkennen. Ze bestaan uit betonnen platen geplaatst op betonnen pijlers. Zij maken geen deel uit van het rijksmonument.

## Mozaïekbanken
Van aanmerkelijk jongere datum is een aantal social sofas binnen de rubriek toegepaste kunst op het schoolplein. Zij stammen uit de tijd toen het Cygnus Gymnasium zich hier in 2013 vestigde. Ze zijn ontworpen en gemaakt door onderbouwleerlingen onder leiding van kunstenaar Job Bisscheroux/Job Bisscheroux Mozaïeken te Utrecht. Bisscheroux’ mozaïekbanken zijn te vinden bij meerdere scholen in Nederland, zoals bijvoorbeeld bij het 4e Gymnasium, eveneens in Amsterdam.